# 張羣內閣
張羣內閣成立於1947年4月23日，由行政院院長張羣負責組閣，該內閣為中華民國國民政府的第九任內閣。此內閣同意任命權，從原本之國民政府委員會轉交至立法院。也因此，在政黨協商下，該內閣首度加入非中國國民黨內閣成員，如：李璜、常乃惪。雖然張羣內閣擔負的最重要任務為金融整建，不過因為第二次国共内战頻仍等因素，成效並不理想。因此，該內閣為僅維持年餘的短命內閣。

## 內閣成員
- 行政院院長：張羣（ 中國國民黨）
- 行政院副院長：王雲五（無黨籍）
- 內政部部長：張厲生（ 中國國民黨）
- 外交部部長：王世杰（ 中國國民黨）
- 財政部部長：俞鴻鈞（ 中國國民黨）
- 軍政部部長：陳誠（ 中國國民黨）
- 國防部部長：白崇禧（ 中國國民黨）
- 教育部部長：朱家驊（ 中國國民黨）
- 交通部部長：俞大維（ 中國國民黨）
- 經濟部部長：李璜（ 中國青年黨）
- 農林部部長：左舜生（ 中國青年黨）
- 社會部部長：谷正綱（ 中國國民黨）
- 糧食部部長：谷正倫（ 中國國民黨）
- 司法行政部部長：謝冠生（ 中國國民黨）
- 衛生部部長（1947年4月23日設立）：周詒春
- 地政部部長（1947年5月1日設立）：李敬齋
- 水利部部長（1947年4月23日設立）：薛篤弼（ 中國國民黨）
- 資源委員會委員長：翁文灝（ 中國國民黨）
- 蒙藏委員會委員長：許世英（ 中國國民黨）
- 僑務委員會委員長：劉維熾
- 不管部會政務委員：彭學沛（ 中國國民黨）、常乃惪（ 中國青年黨）、楊永浚（ 中國青年黨）、鄭振文（ 中國青年黨）、李大明（ 中國民主社會黨）、蔣勻田（ 中國民主社會黨）、謬嘉銘（無黨籍）